# Olympisches Fußballturnier 1980/Kuwait
Dieser Artikel behandelt die Kuwaitische Fußballolympiaauswahl während der Olympischen Sommerspiele 1980.

## Olympia-Qualifikation
In der Asiatischen Zone ermittelte die Gruppe 1 ihren Teilnehmer für die Olympischen Sommerspiele 1980 in einem Turnier im irakischen Bagdad. Dabei belegte Kuwait in der Abschlusstabelle den zweiten Platz auf Grund des schlechteren Torverhältnisses gegenüber dem Gastgeber Irak. Im anschließenden Finale besiegte man den Irak und qualifizierte sich für die Olympischen Sommerspiele 1980 in Moskau.

### Gruppe 1
Turnier in Bagdad
Abschlusstabelle
| Pl. | Land      | Sp. | S | U | N | Tore    | Diff. | Punkte |
| --- | --------- | --- | - | - | - | ------- | ----- | ------ |
| 1.  | Irak      | 4   | 3 | 1 | 0 | 008:000 | +8    | 07:10  |
| 2.  | Kuwait    | 4   | 3 | 1 | 0 | 007:100 | +6    | 07:10  |
| 3.  | Syrien    | 4   | 2 | 0 | 2 | 004:300 | +1    | 04:40  |
| 4.  | Südjemen  | 4   | 1 | 0 | 3 | 004:110 | −7    | 02:60  |
| 5.  | Jordanien | 4   | 0 | 0 | 4 | 001:900 | −8    | 0:80   |

Spielergebnisse
| 16.03.1980 | Irak     | – | Jordanien | 4:0 |
| 17.03.1980 | Kuwait   | – | Syrien    | 1:0 |
| 19.03.1980 | Südjemen | – | Jordanien | 2:1 |
| 20.03.1980 | Irak     | – | Syrien    | 1:0 |
| 22.03.1980 | Kuwait   | – | Südjemen  | 5:1 |
| 23.03.1980 | Syrien   | – | Jordanien | 2:0 |
| 25.03.1980 | Syrien   | – | Südjemen  | 2:1 |
| 26.03.1980 | Irak     | – | Kuwait    | 0:0 |
| 28.03.1980 | Irak     | – | Südjemen  | 3:0 |
| 29.03.1980 | Kuwait   | – | Jordanien | 1:0 |

Finale
| 31.03.1980 | Irak | – | Kuwait | 2:3 |

Qualifiziert für die nächste Kontinentale Runde     Qualifiziert für die Olympischen Spiele 1980

## Olympia-Endrunde

### Kader
| N°         | Spieler                       | Verein vor Olympia-Beginn | Geburtsdatum | Olympia 1980 Spiele / Tore | Olympia 1980 Spiele / Tore | Gelbe Karte | Rote Karte |
| Torhüter   | Torhüter                      | Torhüter                  | Torhüter     | Torhüter                   | Torhüter                   | Torhüter    | Torhüter   |
| ---------- | ----------------------------- | ------------------------- | ------------ | -------------------------- | -------------------------- | ----------- | ---------- |
| 01         | Ahmad al-Tarabulsi            | al Kuwait Kaifan          | 22.03.1947   | 4                          | –                          | –           | –          |
| 20         | Abdulnabi al-Khalidi          |                           |              | –                          | –                          | –           | –          |
| Abwehr     |                               |                           |              |                            |                            |             |            |
| 02         | Na'im Sa'd                    | al Tadamun SC             | 01.10.1957   | 2                          | –                          | –           | –          |
| 03         | Mahmud Mubarak                | al Salmiya Club           | 17.09.1955   | 4                          | –                          | 1           | –          |
| 04         | Jamal al-Qabendi              | Kazma SC                  | 07.04.1959   | 3                          | –                          | –           | –          |
| 05         | Waleed al-Jasem Mubarak       | al Kuwait Kaifan          | 18.11.1959   | 4                          | –                          | –           | –          |
| 14         | Hamud asch-Schammari          | Kazma SC                  | 26.09.1960   | 4                          | –                          | 1           | –          |
| 15         | Sami al-Hashash               | al-Arabi al-Kuwait        | 15.09.1959   | 2                          | –                          | –           | –          |
| Mittelfeld |                               |                           |              |                            |                            |             |            |
| 06         | Sa'd al-Huti                  | al Kuwait Kaifan          | 24.05.1954   | 4                          | –                          | 1           | –          |
| 07         | Fathi Kamel Marzouq           | al Tadamun SC             | 23.05.1955   | 3                          | –                          | 1           | –          |
| 08         | Abdullah al-Buloushi          | al-Arabi al-Kuwait        | 16.02.1960   | 3                          | –                          | –           | –          |
| 11         | Hamad Khaled Bo Hamad         | al Qadsia Kuwait          |              | 4                          | –                          | –           | –          |
| 12         | Yusif as-Suwayid              | Kazma SC                  | 20.09.1958   | 2                          | –                          | –           | –          |
| 13         | Ahmad Hasan                   | al-Arabi al-Kuwait        |              | 1                          | –                          | –           | –          |
| Angriff    |                               |                           |              |                            |                            |             |            |
| 09         | Dschasim Ya'qub Sultan        | al Qadsia Kuwait          | 25.10.1953   | 4                          | 2                          | 1           | –          |
| 10         | Muayad al-Haddad              | Khaitan Sporting Club     | 03.03.1960   | 1                          | –                          | –           | –          |
| 16         | Faisal ad-Dachil              | al Qadsia Kuwait          | 13.08.1957   | 4                          | 3                          | –           | –          |
| Trainer    |                               |                           |              |                            |                            |             |            |
|            | Carlos Alberto Parreira (BRA) |                           | 27.02.1943   |                            |                            |             |            |

### Spiele
In der Vorrunde ging es nach einem Sieg gegen Nigeria und einem Unentschieden gegen Kolumbien im letzten Spiel gegen die Tschechoslowakei um den ersten Platz in der Gruppe, den sich die Tschechoslowakei mit einem Unentschieden auf Grund des besseren Torverhältnisses sicherte. Als Zweiter qualifizierte man sich für das Viertelfinale, wo man nach einer Niederlage gegen den Gastgeber Sowjetunion aus dem Turnier ausschied.

#### Vorrunde (Gruppe B)
| Pl. | Land             | Sp. | S | U | N | Tore    | Diff. | Punkte |
| --- | ---------------- | --- | - | - | - | ------- | ----- | ------ |
| 1.  | Tschechoslowakei | 3   | 1 | 2 | 0 | 004:100 | +3    | 04:20  |
| 2.  | Kuwait           | 3   | 1 | 2 | 0 | 004:200 | +2    | 04:20  |
| 3.  | Kolumbien        | 3   | 1 | 1 | 1 | 002:400 | −2    | 03:30  |
| 4.  | Nigeria          | 3   | 0 | 1 | 2 | 002:500 | −3    | 01:50  |

|                                         |   |        |           |
| 21. Juli 1980 um 19:00 Uhr in Moskau    |   |        |           |
| Nigeria                                 | – | Kuwait | 1:3 (1:2) |
| 23. Juli 1980 um 19:00 Uhr in Moskau    |   |        |           |
| Kolumbien                               | – | Kuwait | 1:1 (0:0) |
| 25. Juli 1980 um 18:00 Uhr in Leningrad |   |        |           |
| Tschechoslowakei                        | – | Kuwait | 0:0       |

#### Viertelfinale
|                                                       |   |        |           |
| 27. Juli 1980 um 17:00 Uhr in Moskau (Dynamo-Stadion) |   |        |           |
| Sowjetunion                                           | – | Kuwait | 2:1 (1:0) |